# Polígonos de Reuleaux

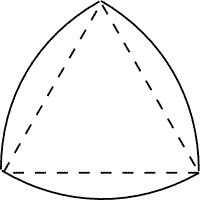
Triângulo de Reuleaux

De forma geral, chamamos de polígonos de Reuleaux formas onde uma curva particular, de diâmetro constante, é obtida de um polígono convexo. O polígono de Reuleax tem arcos de mesmo raio, centrado nos vértices do polígono.
Algumas regras são preestabelecidas:
- só existem polígonos Reuleax de número ímpar de lados
- é possível construir curvas de diâmetro constante a partir de triângulos irregulares, estes com diâmetro constante, mas é necessário construir a com base em triângulos regulares pois os arcos devem ser iguais

1. ↑  «Polígonos de Reauleaux e a generalização de Pi» (PDF)